# Players Tour Championship 2014/2015
Players Tour Championship 2014/2015 – piąta edycja cyklu, obejmująca 9 rankingowych turniejów, rozgrywanych od 17 czerwca 2014 roku do 28 marca 2015 roku. Turnieje rozgrywane są zarówno na Wyspach Brytyjskich, w kontynentalnej Europie (pod nazwą European Tour i jest ich 6), oraz w Azji (pod nazwą Asian Tour i jest ich 3).
Turnieje serii Players Tour Championship są otwarte dla wszystkich zawodników, zarówno profesjonalistów, jak i amatorów. Wszystkie imprezy cyklu rozgrywane są systemem pucharowym, a mecze grane są do 4 wygranych partii.

## Terminarz rozgrywek
| Data  | Data  |            | Nazwa turnieju                               | Miejsce                      | Miasto  | Zwycięzca       | II miejsce         | Wynik | Przypisy |
| ----- | ----- | ---------- | -------------------------------------------- | ---------------------------- | ------- | --------------- | ------------------ | ----- | -------- |
| 06–17 | 06–21 |            | Asian Tour – Turniej 1                       | Yixing Sports Centre         | Yixing  | Ding Junhui     | Michael Holt       | 4-2   | [ 5 ]    |
| 08–07 | 08–10 | Łotwa      | European Tour – Turniej 1                    | Arēna Rīga                   | Ryga    | Mark Selby      | Mark Allen         | 4-3   | [ 7 ]    |
| 08–22 | 08–25 | Niemcy     | European Tour – Turniej 2                    | Stadthalle                   | Fürth   | Mark Allen      | Judd Trump         | 4-2   | [ 9 ]    |
| 10–02 | 10–05 | Bułgaria   | European Tour – Turniej 3                    | Universiada Hall             | Sofia   | Shaun Murphy    | Martin Gould       | 4-2   | [ 11 ]   |
| 10–20 | 10–24 |            | Asian Tour – Turniej 2                       | Haining Sports Center        | Haining | Stuart Bingham  | Oliver Lines       | 4-0   | [ 13 ]   |
| 11–20 | 11–23 | Niemcy     | European Tour – Turniej 4                    | RWE-Sporthalle               | Mülheim | Shaun Murphy    | Robert Milkins     | 4-0   | [ 15 ]   |
| 12–11 | 12–14 | Portugalia | European Tour – Turniej 5                    | Sports Complex Casal Vistoso | Lizbona | Stephen Maguire | Matthew Selt       | 4-2   | [ 17 ]   |
| 01–20 | 01–24 |            | Asian Tour – Turniej 3                       | Xuzhou Sports Center         | Xuzhou  | Joe Perry       | Thepchaiya Un-Nooh | 4-1   | [ 18 ]   |
| 02–26 | 03–01 | Polska     | European Tour – Turniej 6                    | Gdynia Sports Arena          | Gdynia  | Neil Robertson  | Mark Williams      | 4-0   | [ 20 ]   |
| 03–24 | 03–28 | Tajlandia  | Players Tour Championship – Turniej finałowy | Montien Riverside Hotel      | Bangkok | Joe Perry       | Mark Williams      | 4-3   | [ 21 ]   |

## Ranking

### European Tour
Po rozegraniu 6 z 6 zawodów:
| Miejsce | Zawodnik        | Suma punktów | Liczba startów w zawodach |
| ------- | --------------- | ------------ | ------------------------- |
| 1       | Shaun Murphy    | 48249        | 6                         |
| 2       | Mark Allen      | 31833        | 3                         |
| 3       | Stephen Maguire | 29333        | 6                         |
| 4       | Mark Selby      | 28499        | 4                         |
| 5       | Neil Robertson  | 27249        | 5                         |
| 6       | Judd Trump      | 26916        | 6                         |
| 7       | Robert Milkins  | 17750        | 6                         |
| 8       | Mark Williams   | 16250        | 6                         |
| 9       | Matthew Selt    | 15500        | 6                         |
| 10      | Martin Gould    | 12500        | 4                         |
| 11      | Mark Davis      | 12416        | 6                         |
| 12      | Barry Hawkins   | 12000        | 5                         |
| 13      | Peter Ebdon     | 11833        | 5                         |
| 14      | Rod Lawler      | 10499        | 6                         |
| 15      | Jimmy Robertson | 10083        | 6                         |
| 16      | Luca Brecel     | 9832         | 6                         |
| 17      | Joe Perry       | 9166         | 5                         |
| 18      | Alan McManus    | 9084         | 5                         |
| 19      | Ricky Walden    | 9083         | 5                         |
| 20      | Michael White   | 8583         | 6                         |
| 20      | Anthony McGill  | 8000         | 6                         |
| 22      | Marco Fu        | 7416         | 6                         |
| 23      | Chris Wakelin   | 7416         | 6                         |
| 24      | Mark King       | 7000         | 6                         |
| 25      | Dominic Dale    | 6583         | 6                         |
| 26      | John Higgins    | 6583         | 6                         |

(Top 26 zawodników z 395)

### Asian Tour
Po rozegraniu 3 z 3 zawodów:
| Miejsce | Zawodnik           | Suma punktów | Liczba startów w zawodach |
| ------- | ------------------ | ------------ | ------------------------- |
| 1       | Joe Perry          | 12,000       | 3                         |
| 2       | Ding Junhui        | 11,500       | 2                         |
| 3       | Stuart Bingham     | 10,600       | 2                         |
| 4       | Thepchaiya Un-Nooh | 6,200        | 3                         |
| 5       | Oliver Lines       | 6,000        | 2                         |
| 6       | Michael Holt       | 5,000        | 1                         |
| 7       | Ryan Day           | 4,000        | 2                         |
| 8       | Jimmy Robertson    | 3,500        | 2                         |

(Top 8 zawodników z 219)

## Finał
Turniej finałowy rozegrany zostanie w dniach 24 – 28 marca 2015 roku. Weźmie w nim udział 32 zawodników: 24 zawodników najwyżej notowanych w rankingu turniejów rozegranych w Europie i na Wyspach Brytyjskich, oraz 8 zawodników najwyżej notowanych w rankingu turniejów rozegranych w Azji. Jeśli zawodnik kwalifikujący się dzięki pozycji w rankingu turniejów europejskich, a zajmuje także miejsce premiowane awansem na liście rankingowej turniejów azjatyckich, do turnieju finałowego awansowany zostaje kolejny zawodnik z rankingu turniejów europejskich.